# Eriosema jurionianum
Eriosema jurionianum är en ärtväxtart som beskrevs av Pierre Staner och De Craene. Eriosema jurionianum ingår i släktet Eriosema och familjen ärtväxter. Inga underarter finns listade i Catalogue of Life.